# Урбано Гарсия Алонсо
Урбано Гарсия Алонсо е испански журналист.

## Биография
Урбано Гарсия Алонсо завършва специалност „комуникационни науки“ от университета „Комплутенсе“ в Мадрид. По време на обучението си е на стаж във вестник Extremadura и COPE в Касерес. През последните две години от образованието си работи в Radiocadena Radiocadena Española (сега RNE).
През май 1989 г. кандидатства за TVE и през септември същата година, той започва да работи там. Започва като редактор, а по-късно упражнява различни роли като водещ. Участва главно на регионалните програми за новини, но също така сътрудничи в музикални програми, селскостопански и спортни. През 1991 г. заема поста ръководител на новини за една година. През 1996 г. е назначен за директор на TVE Extremadura и остава в това положение до 2002 г. Между 2008 г. и 2011 г. взима почивка от TVE и започва работа в Canal Extremadura Televisión. Там той заема позиции като ръководител на спорта и планификация, и в представянето и управлението на програми като „All DXT“ или „Zona Champions“. Когато завършва етапът в Canal Extremadura Televisión, се завръща в TVE като редактор и водещ на новините.
От октомври 2012 е директор на RTVE Extremadura.
Живее в Мерида.
Той е един от първите журналисти от Екстремадура, които са работили в печат, телевизия, радио и интернет. Той е и единственият телевизионен журналист от Естремадура имал важни позиции в политически комбинация между регионалното и националното правителство.
В интервю Урбано Гарсия казва:
| „ | „Този, който излиза на екрана, е само върхът на айсберга. Телевизията е отборно усилие.“ | “ |